# Deschampsia mendocina
Deschampsia mendocina är en gräsart som beskrevs av Parodi. Deschampsia mendocina ingår i släktet tåtlar, och familjen gräs. Inga underarter finns listade i Catalogue of Life.